# Fredrik Johann av Sachsen-Meiningen
Fredrik Johann Bernhard Hermann Heinrich Moritz av Sachsen-Meiningen, född 12 oktober 1861 i Meiningen, död 23 augusti 1914 vid Tarcienne, Belgien. Son till Georg II av Sachsen-Meiningen och Feodora av Hohenlohe-Langenburg.
Gift 1889 i Neudorf med Adelheid av Lippe-Biesterfeld (1870-1948). 

## Barn
- Feodora (Feodora Karola Charlotte Marie Adelheid) (1890-1972), gift med Wilhelm Ernst av Sachsen-Weimar
- Adelheid (Adelheid Erna Karoline) (1891-1971), gift med Adalbert av Preussen
- Georg av Sachsen-Meiningen (1892-1946), gift med Klara-Maria von Korff gt Schmissing-Kerssenbrock
- Ernst Leopold (1895-1914), omkom i första världskriget
- Luise Marie (1899-1985), gift med Götz von Wangenheim
- Bernhard av Sachsen-Meiningen (1901-1984), gift 2 gånger